# Théombrote
Théombrote, en grec ancien : Θεόμβροτος, philosophe cynique des IVe / IIIe siècles av. J.-C..

## Biographie
Cratès avait eu pour disciple Métroclès, qui eut pour disciples Théombrote lui-même et Cléomène. Théombrote eut pour élève Démétrios d'Alexandrie et pour auditeur Échéclès d’Éphèse, disciple de Cléomène. Aucun écrit de Théombrote n’a été conservé.
Théombrote est parfois confondu avec le philosophe platonicien Cléombrote d'Ambracie, qui mourut en se précipitant dans la mer, sans autre raison que d'avoir lu le Phédon de Platon,.